# 威廉斯鎮區 (愛荷華州卡爾霍恩縣)
威廉斯鎮區（英語：Williams Township）是位於美國愛荷華州卡爾霍恩縣的一個行政鎮區。

## 地方資料
根據2010年美國人口普查的數據，威廉斯鎮區的面積為92.61平方千米，當中陸地面積為92.49平方千米，而水域面積為0.12平方千米。當地共有人口1778人，而人口密度為每平方千米19.2人。